# Leowerke
Die Leowerke wurden 1907 in Dresden als Laboratorium Leo zur Fabrikation der Chlorodont-Zahnpasta auf dem Dachboden der Löwenapotheke von Ottomar von Mayenburg gegründet. Diese Zahnpasta wurde im Jahr 1911 auf der internationalen Hygieneausstellung in Dresden mit der Goldmedaille ausgezeichnet. 1917 nahmen die eigentlichen Leowerke ihren Betrieb in der Katharinenstraße 4 in Dresden-Neustadt auf.

## Aufstieg zur Weltmarke bis 1945
Bereits 1917 beschäftigten die Leowerke sechzig Arbeitnehmer. In den folgenden sieben Jahren expandierte das Unternehmen zum größten Zahnpflegemittelhersteller in Europa mit über 1000 Beschäftigten (1932) in 27 Niederlassungen im In- und Ausland. Nahezu sämtliche Bestandteile wie Kalk, Pfefferminze und die Verpackungen wurden selbst hergestellt, womit das Unternehmen nahezu autark war. Geschickte Werbung verknüpft mit Aufklärungskampagnen (Der Zahn lebt! Denke daran und handle danach!) bewirkte neben verbesserter Zahnhygiene der Bevölkerung nicht zuletzt die starke Expansion. Die den Tuben beigelegten Sammelkarten mit Tiermotiven, die in mehreren Serien produziert wurden, sind noch heute begehrte Sammlerstücke.
Während des Zweiten Weltkrieges war die Firma auch mit der Aufklärung zur korrekten Mundhygiene betraut.

## Wiederaufbau nach 1945 und Volkseigener Betrieb (VEB)
Während der Bombenangriffe im Februar 1945 wurden die Werke schwer zerstört, ab November jedoch bald wieder aufgebaut und nahmen die Produktion wieder auf.
Wegen der Enteignung und Verstaatlichung in der sowjetischen Besatzungszone wurde der Sitz der Leo-Werke und der Heinsius von Mayenburg Verwaltungsgesellschaft mbH 1950 nach Frankfurt / Main verlegt. 1952 wurden die im Osten verbliebenen Leowerke als Volkseigener Betrieb Elbe-Chemie verstaatlicht und waren als solcher Hauptproduzent für Mund- und Zahnhygienemittel. In diesem VEB gingen auch die Konkurrenten Lingner-Werke (Odol) und Biox Ultra auf. Der VEB Elbe Chemie Dresden gehörte bis 1990 dem Kosmetik-Kombinat an.
Die Produktpalette wurde unter anderem um die Kinderzahncreme Putzi erweitert. Anfang der 1980er Jahre verschwanden diese Klassiker jedoch aus den Regalen.

## Nach 1990: Reprivatisierung

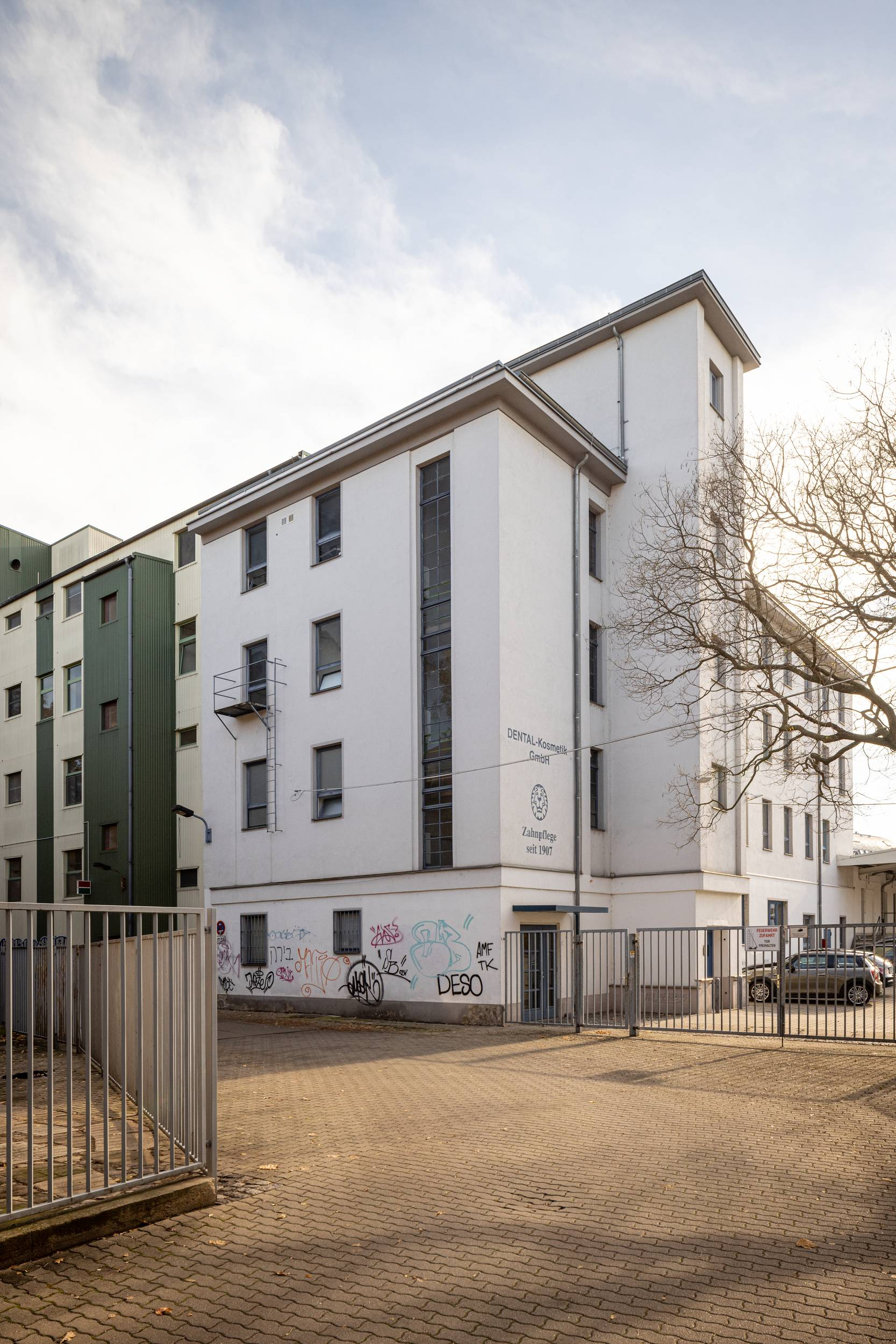
Gebäude der Dental-Kosmetik GmbH & Co. KG

Im Jahr 1990 wurde der VEB Elbe-Chemie als Dental Kosmetik GmbH & Co. KG Dresden von der Treuhandanstalt Berlin verwaltet. Am 1. Mai 1992 wurde die Firma reprivatisiert und von der ARGENTA übernommen. Während Putzi die Wende überlebte, wurde die Produktion von Chlorodont nicht neu aufgelegt. Heute hat die Firma Dental-Kosmetik GmbH & Co. KG über 100 Mitarbeiter, einen Umsatz von 39 Millionen Euro und produziert jährlich 74 Millionen Tuben Zahncreme.

## Produkte

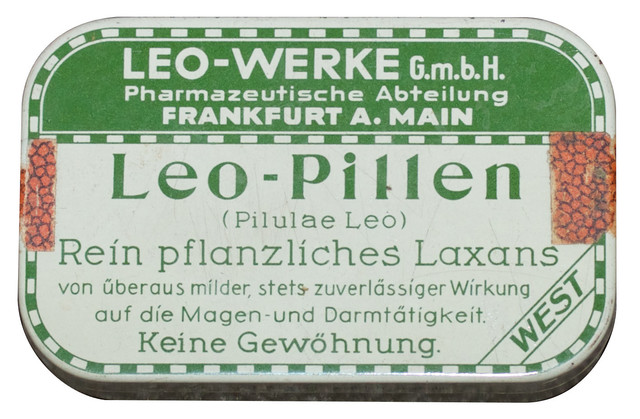
Original-Dose Leo-Pillen
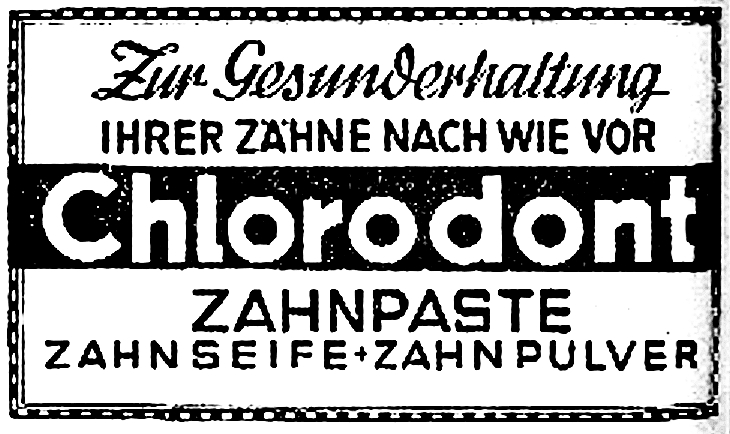
Chlorodont-Werbung von 1949 aus einer Zeitung
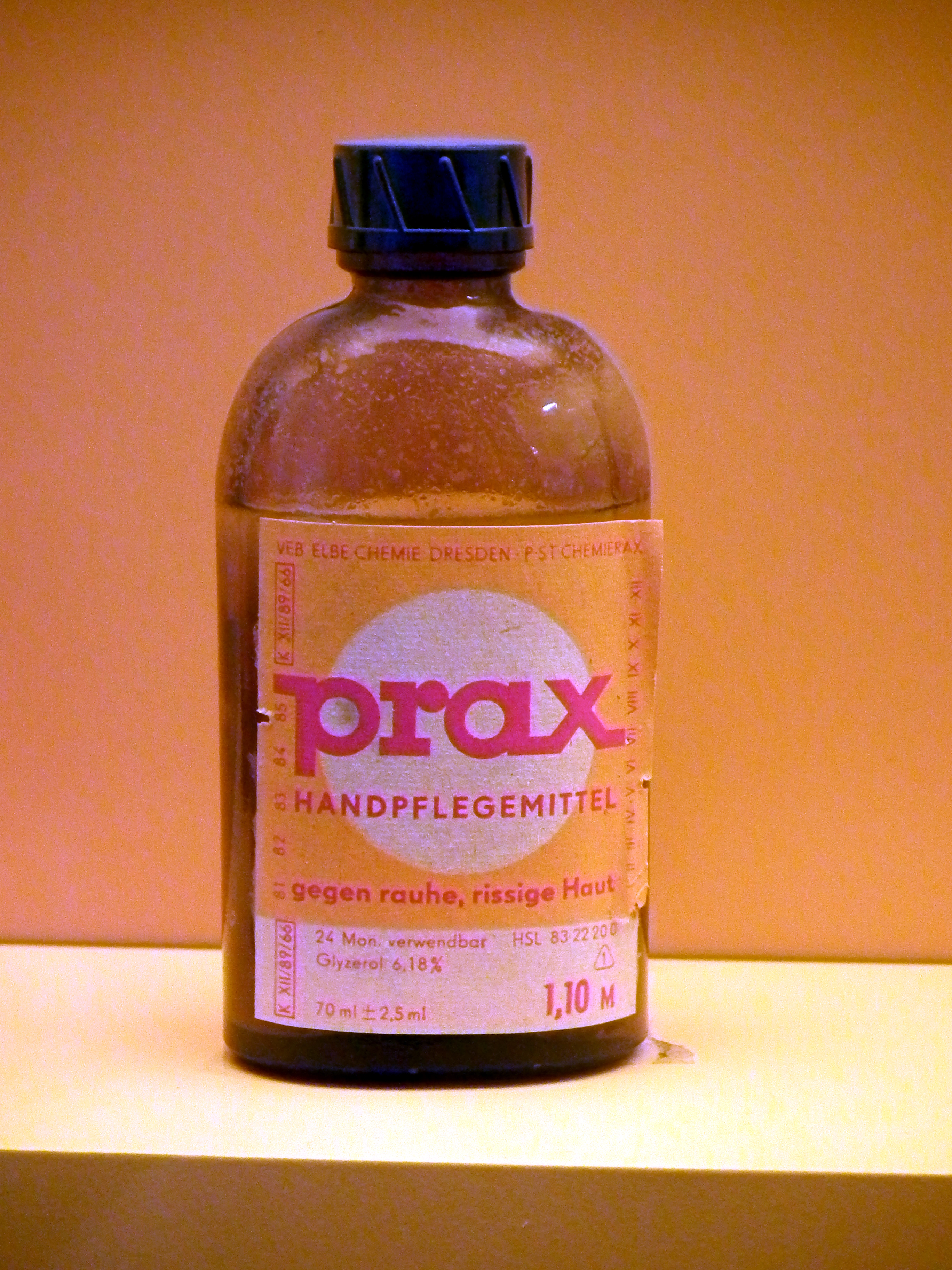
prax, Handpflegemittel vom VEB Elbe Chemie Dresden

Hauptprodukt war immer die Chlorodont-Zahncreme. Von 1924 bis 1966 wurden zudem die Leo-Creme und die berühmten Leo-Pillen (ein pflanzliches Laxans aus Aloe, Rhabarberwurzel und Faulbaumextrakt) mit dem Slogan  „Wie Balsam für den Darm“ sowie das Rasierwasser Pitralon vermarktet. Heute noch produziert die Dental Kosmetik GmbH & Co. KG Dresden die Putzi-Zahncreme, die Klassiker der Leowerke jedoch werden nicht mehr erzeugt.